# ドラゴンハート (映画)
『ドラゴンハート』（英語: Dragonheart）は、1996年に公開されたロブ・コーエンによるアメリカ合衆国の映画作品。ドラゴンが存在する中世のヨーロッパを舞台としたファンタジー映画。続編として、『ドラゴンハート 新たなる旅立ち』『ドラゴンハート 最後の闘い』『ドラゴンハート 〜新章:戦士の誕生〜』が製作されている。

## 概要
日本公開は1996年8月31日。上映時間103分。監督は、後に『ワイルドスピード』『ステルス』などを監督するロブ・コーエンが担当。また、製作のラファエラ・デ・ラウレンティスは、『天地創造』『キングコング』などの製作を担当したディノ・デ・ラウレンティスの娘である。主人公ボーエンはデニス・クエイド、ドラゴンのドレイコの声はショーン・コネリーが担当している。本作で脚本を担当したチャールズ・エドワード・ポーグによる小説版がある。
CG技術を積極的に取り入れ、フルCGで作られたリアルなドラゴンと生身の俳優を違和感無く会話させることに成功し、アカデミー視覚効果賞にノミネートされた。
第23回サターンファンタジー映画賞受賞作。

## ストーリー
10世紀のヨーロッパ。暴君フライン王の圧政に耐えかねた民衆が反乱を起こし、鎮圧に赴いたフライン王は殺害され、息子のアイノン王子も民衆のリーダーの娘カーラに心臓を突かれ重傷を負う。アイノンの母アイリン女王は、彼の剣術指南役のボーエンと共にドラゴンのいる洞窟に向かい、アイノンを助けて欲しいと懇願する。ドラゴンは「圧政を止め、慈悲の心を持つこと」という誓約をアイノンに結ばせ、自身の心臓の半分を与える。しかし、王位を継いだアイノンは父以上の圧政を敷き、カーラの父の両目を焼き潰し強制労働につかせた。ボーエンはドラゴンのせいでアイノンが暴君になったと考え、城仕えを辞めドラゴンハンターとしてドラゴン狩りを始める。
数年後、ボーエンは人語を解するドラゴンと出会い、このドラゴンが最後の一頭だと知り戦いを挑むが引き分けに終わる。戦いの中で親近感を感じたボーエンは、ドラゴンに「ドレイコ」と名前を付け、ドレイコはある取引を持ち掛ける。それから両者は国中の村々を渡り歩き、「村を襲うドラゴン」と「ドラゴンを退治するドラゴンハンター」を演じ金品と食料を得ていった。両者の芝居は、ボーエンを慕い付いて来た修道僧ギルバートの演説で疑いを持たれずに上手くいくが、たまたま訪れた村で、アイノンへの反乱を呼びかけるカーラに出会う。カーラは父を殺され、アイノンに捕えられていたところをアイリンに救われ城から脱出し、父の仇を討とうとしていた。カーラを連れ戻そうとやって来たアイノンに対し、ボーエンは「騎士道精神を取り戻し、圧政を止めてくれ」と説得するが、「そんなもの初めから守る気はなかった」と告げられ衝撃を受ける。アイノンの正体は先王フライン以上に強欲かつ残忍な本性を持った冷血漢だった。ボーエンを殺そうとするアイノンだったが、ドレイコに半分となった心臓を見せられ、慌ててその場を逃げ出した。
ボーエンは、アイノンから受けた傷を癒すため訪れた聖地アヴァロンで、ドレイコがアイノンに心臓を与えたドラゴンだったことを知らされる。ドレイコはアイノンを生き永らえさせたことへの責任を取るため、カーラと共に反乱を起こそうとするが、絶望したボーエンはそれを断る。しかし、アーサー王の啓示を受けたボーエンは騎士道精神を取り戻し、反乱の指導者となりアイノンに戦いを挑む。
戦いの中、ギルバートの放った矢がアイノンの心臓を貫くが、アイノンの代わりにドレイコが苦しみ出す。ドレイコとアイノンの心臓は共鳴し合い、ドレイコが痛みを引き受けることでアイノンは不死身の身体となっていた。それを知ったアイノンはドレイコを捕まえ、城に連れ去る。その夜、ドレイコと同じくアイノンを生き永らえさせたことに責任を感じていたアイリンはドレイコを殺そうとするが、それを知ったアイノンに阻止された上、背後から槍を受けて殺害される。同じ頃、地下道から城内に進入したボーエンたちはドレイコを助けようとするが、ドレイコはアイノンを殺すため、自分を殺して欲しいと懇願する。殺すことを躊躇うボーエンのもとにアイノンが現れ襲い掛かるが、苦渋の末にボーエンがドレイコの心臓を一突きし、アイノンはその場に倒れ込む。アイノンの死を見届けたドレイコは、「他のドラゴンと共に星座となり、星空から見守っている」と言い残し死に絶えた。

## キャスト
| 役名             | 俳優                                 | 日本語吹替 | 日本語吹替   |
| 役名             | 俳優                                 | ソフト版   | 日本テレビ版 |
| ---------------- | ------------------------------------ | ---------- | ------------ |
| ドレイコ（声）   | ショーン・コネリー                   | 若山弦蔵   | 若山弦蔵     |
| ボーエン         | デニス・クエイド                     | 大塚明夫   | 大塚明夫     |
| アイノン         | デヴィッド・シューリス               | 鈴置洋孝   | 成田剣       |
| アイノン（若年） | リー・オークス                       | 鈴置洋孝   | 草尾毅       |
| アイリン         | ジュリー・クリスティ                 | 谷育子     | 鈴木弘子     |
| カーラ           | ディナ・メイヤー                     | 田中敦子   | 魏涼子       |
| カーラ（若年）   | サンドラ・コバッシコバー             | 田中敦子   | 魏涼子       |
| ギルバート       | ピート・ポスルスウェイト             | 池田勝     | 牛山茂       |
| 赤髭             | テリー・オニール                     | 水野龍司   |              |
| フェルトン       | ジェイソン・アイザックス             | 納谷六朗   | 坂口哲夫     |
| ブロック         | ブライアン・トンプソン               | 銀河万丈   | 斉藤志郎     |
| アーサー王       | ジョン・ギールグッド(ノンクレジット) | 有本欽隆   |              |

- 日本テレビ版：初回放送1999年12月3日『金曜ロードショー』

## スタッフ
- 監督：ロブ・コーエン
- 製作：ラファエラ・デ・ラウレンティス
- 脚本：チャールズ・エドワード・ポーグ
- 撮影：デヴィッド・エグビー
- 編集：ピーター・アマンドソン
- 視覚効果：インダストリアル・ライト&マジック、ティペット・スタジオ
- 音楽：ランディ・エデルマン

## 日本語版制作スタッフ
| 役職             | ソフト版                    | 日本テレビ版                                       |
| ---------------- | --------------------------- | -------------------------------------------------- |
| 演出             | 中野寛次                    | 福永莞爾                                           |
| 翻訳             | 木原たけし                  | 平田勝茂                                           |
| 効果             |                             | VOX                                                |
| スタジオ         | 東北新社 MA室               | コスモススタジオ                                   |
| 調整             | オムニバス・ジャパン        | 高橋久義                                           |
| 制作担当         | 小柳剛 百武雷太（東北新社） | 小嶋尚志 細谷美樹 豊田定男（コスモプロモーション） |
| プロデューサー補 |                             | 小林三紀子                                         |
| プロデューサー   |                             | 大塚恭司 垂水保貴（日本テレビ）                    |
| 制作             | 東北新社                    |                                                    |

## 受賞
- 第69回アカデミー賞
  - 視覚効果賞ノミネート
- 第23回サターン賞
  - ファンタジー映画賞受賞
  - 衣装デザイン賞ノミネート
  - 音楽賞ノミネート
  - 特殊効果賞ノミネート
- ハリウッド・フィルム・フェスティバル
  - デジタル賞受賞
- サテライト賞
  - 視覚効果賞ノミネート
- シッチェス・カタロニア国際映画祭
  - 作品賞ノミネート

## 日本・ホーム・メディア
- VHS（リリース1）：1997年4月25日（吹き替え/字幕別のテープとしてリリース）
- VHS（リリース2）：1997年9月22日（吹き替え/字幕別のテープとしてリリース）
- レーザーディスク・ペシャルコ（リリース1）：1997年12月21日
- レーザーディスク（リリース2）：1998年9月25日
- DVD（リリース1）：1998年7月24日
- DVD（リリース2）：1999年7月18日
- DVD・期間限定生産（リリース3）：2003年4月18日
- DVD・期間限定生産（リリース4）：2004年1月30日
- DVD・ユニバーサル・セレクション（リリース5）：2008年4月10日
- DVD（リリース6）：2012年5月9日
- HD DVD：2008年2月14日
- Blu-ray Disc：2012年5月9日